# Bosbrand in Västmanland 2014

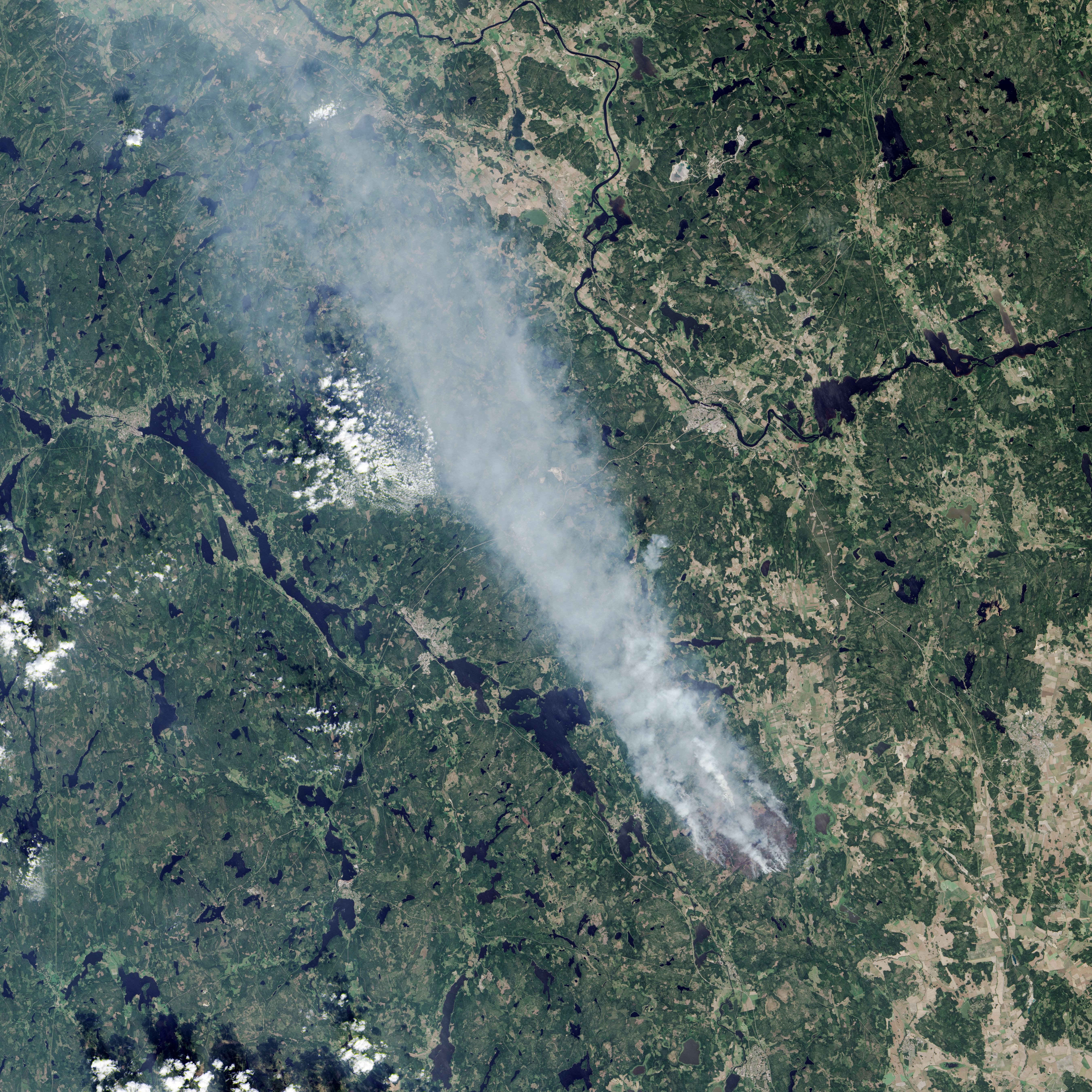
Satellietfoto gemaakt op 4 augustus

De bosbrand in Västmanland was een bosbrand in het Mid-Zweedse landschap Västmanland. Hij ontstond op 31 juli 2014 in het noordoostelijke deel van de gemeente Surahammar, nabij de grens met de gemeente Sala. Het was de grootste bosbrand in Zweden sinds de jaren 1950. Dertienduizend hectare bos ging in vlammen op en er waren ongeveer vijfentwintig afgebrande of door brand beschadigde gebouwen. Bij de brand viel één dode. De brandbestrijdingsoperatie, waarvoor gedurende enkele dagen hulp werd verkregen van Franse en Italiaanse blusvliegtuigen, duurde tot 11 september.

## Ontstaan
De brand ontstond na een hittegolf en droogteperiode in een bosgebied tussen Seglingsberg en Öjesjön in de gemeente Surahammar. De eerste melding was op 31 juli, een stuk bos van 30 bij 30 meter stond in brand. Dezelfde dag was er reeds 60 hectare aangetast. De volgende dag spreidde de brand zich niet veel uit, maar op de derde dag, 2 augustus, verslechterde de toestand, het brandende gebied besloeg nu 2 000 hectare.

## Uitbreiding
Vier en vijf augustus waren zeer warme dagen met een temperatuur van rond de 30 °C. Het vuur verspreidde zich snel. Op maandagavond 4 augustus was het vuur over het Snytenmeer gesprongen en brandde het op Korpberget, zeer dicht bij het station van Snyten.
De ochtend van 5 augustus, de zesde dag van de brand, strekte het brandoppervlak zich reeds uit over de beboste heuvelrug ten oosten van de vallei Kolbäcksån, in het zuidoosten begrensd door de snelweg U685 tussen Ramnäs en Fläcksjön, en in het noordwesten door het Snytenmeer. Een sterke wind voerde het vuur naar Snytsbo, bij Broarna, ten noorden van Snyten en over de snelweg tussen Norberg en Sala, dicht bij de kerk van Karbenning.

## Bestrijding

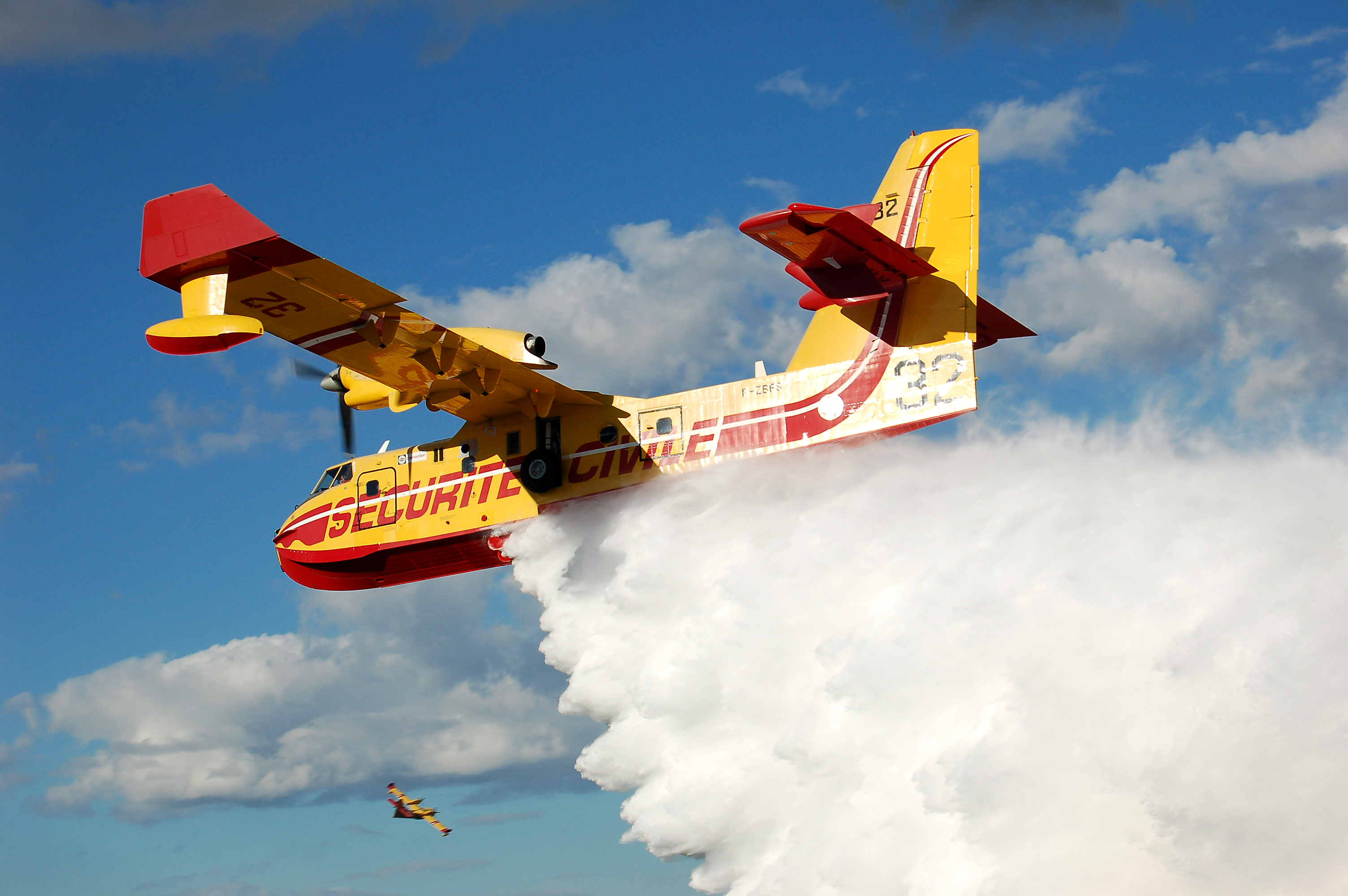
Vliegtuig zoals gebruikt bij de brandbestrijding

De brand werd eerste instantie aangepakt door de brandweerdiensten van de vier betrokken gemeentes. De eerste dagen stonden de boeren uit de buurt de brandweer bij door met hun tractoren water te vervoeren. Toen de brand zich bleef uitbreiden kreeg het provinciebestuur van Västmanland de leiding over de werkzaamheden. De noodzakelijke evacuatie van mensen en huisdieren werd geregeld. De politie stond de reddingsdiensten bij en bewaakte de brandgevaarlijke afgesloten gebieden. De federatie van Zweedse landbouwers (Landbrukarnas Riksförbund) activeerde haar commissie voor crisismanagement en ook psychologen en priesters werden ingeschakeld.
De met blus- en reddingswerkzaamheden belastte brandweerlieden en andere hulpverleners op de grond kregen versterking uit onder meer Eskilstuna, Strängnäs, Enköping, Gotland, Skaraborg, Västerås, Rättvik en Groot Stockholm. Vanuit vanuit de lucht werden ze gesteund met de inzet van 13 helikopters. Vanaf 6 augustus werd nog extra personeel ingezet in de vorm van brandweerlieden, militairen en vrijwilligers. Op 7 augustus was er in totaal 200 man aan het werk, plus de helikopters. Inmiddels waren ook vier blusvliegtuigen gearriveerd. Op 9 augustus kwam er versterking in de vorm van een konvooi uit Luleå bestaande uit vier brandweerwagens, vier wielladers, graaflaadcombinaties, graafmachines en vier vrachtwagens samen met 37 man personeel. Toen de brand op 11 augustus onder controle was bleef men met 250 mensen op de grond bezig met het bestrijden van branden in de ondergrond en werd er gewerkt aan een brede, ongeveer 50 kilometer lange, drassige geul rond het gebied.

## Omstandigheden
De snelle verspreiding van het vuur was mogelijk doordat bos en ondergrond extreem droog waren geworden na een periode van warmte en droogte. De sterke wind vanuit het noordoosten tot noordwesten speelde daarbij een grote rol. De wind maakte dat brandend materiaal zich kon verspreidden over grote afstand, waardoor er telkens op nieuwe plekken brandhaarden konden ontstaan. Het bestrijden van de brand werd bemoeilijkt doordat het terrein lastig begaanbaar was. Rookontwikkeling belemmerde het zicht van blussers vanuit de lucht, de weersomslag op 6 augustus met bewolking en buien verslechterde het zicht nog meer. De pas aangekomen buitenlandse blusvliegtuigen konden daardoor niet opstijgen tot laat in de namiddag.
Het vuur woekerde na de eerste bosbranden nog lang ondergronds voort. Met nablussen was enkele maanden gemoeid. De gevaarlijke ondergrondse branden veroorzaakten bovendien onverwachts zuilen van vuur die tientallen meters hoog konden worden.

## Tijdlijn
- Donderdag 31 juli - Een vonk van een bosbouwmachine op een kapvlakte veroorzaakte een brand in Surahammars kommun. De bestuurder van de machine gaf om 13:29 een alarm af. De klapvlakte ligt ongeveer midden tussen Seglingsberg en Öjesjön, direct ten noorden van het Fermansbo bos. De brandbestrijdingsdiensten van Virsbo, Surahammar en Västerås begonnen met de brandbestrijding. De reddingsdiensten in Sala-Heby namen die avond de leiding over met een dertigtal brandweermannen en een helikopter. Het vuur verspreidde zich 's avonds door een zuidwestelijke wind tot dicht bij Öjesjön.
- Vrijdag 1 augustus - De strijdkrachten zette een van haar zware helikopters in, een 10 Super Puma. Tegen de avond was het brandvlak reeds 1.500 x 500 meter groot. De verspreidingssnelheid van het vuur dwingt de reddingsleiding om de centrale zuidelijker te verhuizen, van de Öjesjövägen, net ten zuiden van Öjesjön richting de snelweg.
- Zaterdag 2 augustus - Ongeveer 70 brandweermannen en vier helikopers werden ingezet op een brandoppervlak van 25 km².
- Zondag 3 augustus - Het vuur spreidt zich uit tot 100 km². Een honderdtal personen, inclusief burgerwachten, bestrijdt de brand. De leiding van de reddingsdiensten vraagt versterking van buitenlandse waterbommenwerpers.
- Maandag 4 augustus - Een duizendtal personen is geëvacueerd van hun huis. Er worden voorbereidingen genomen om ook Norberg te evacueren. De brand breidt zich snel en ongecontroleerd uit door de harde wind.
- Dinsdag 5 augustus - Het provinciebestuur in Västmanlands provincie neemt de leiding over de reddingsoperatie. Ongeveer 200 personen namen deel aan de directe reddingswerken. Bij de brand viel een dode en een ander raakte zwaargewond. In de avond landde de eerste van vier blusvliegtuigen.
- Woensdag 6 augustus - In de avond worden de blusvliegtuigen voor het eerst ingezet.
- Donderdag 7 augustus - De blusvliegtuigen worden op grote schaal ingezet.
- Vrijdag 8 augustus - De branden boven de grond worden grotendeels gedoofd.
- Zaterdag 9 augustus - De situatie wordt beoordeeld als kritisch vanwege de weersomstandigheden. Een konvooi uit Luleå arriveerde, bestaande uit vier brandweerwagens, vier wielladers, graaflaadcombinaties, graafmachines en vier vrachtwagens.
- Zondag 10 augustus - De blusvliegtuigen keerden terug naar Frankrijk, respectievelijk Italië na het volbrengen van hun taak.
- Maandag 11 augustus - De bosbrand is onder controle. De inzet van mensen op de grond wordt uitgebreid tot ongeveer 250 personen.